# 간도촌 (돗토리현)
간도촌(神戸村)은 돗토리현 게타카군에 설치되었던 촌이다. 현재의 돗토리시에 해당한다.

## 역사
- 1918년 1월 1일 - 이와쓰보촌, 스나미촌이 합병해 간도촌이 성립하였다.
- 1953년 7월 1일 - 돗토리시에 편입해, 동일 간도촌은 폐지되었다.